# Марія Віттек

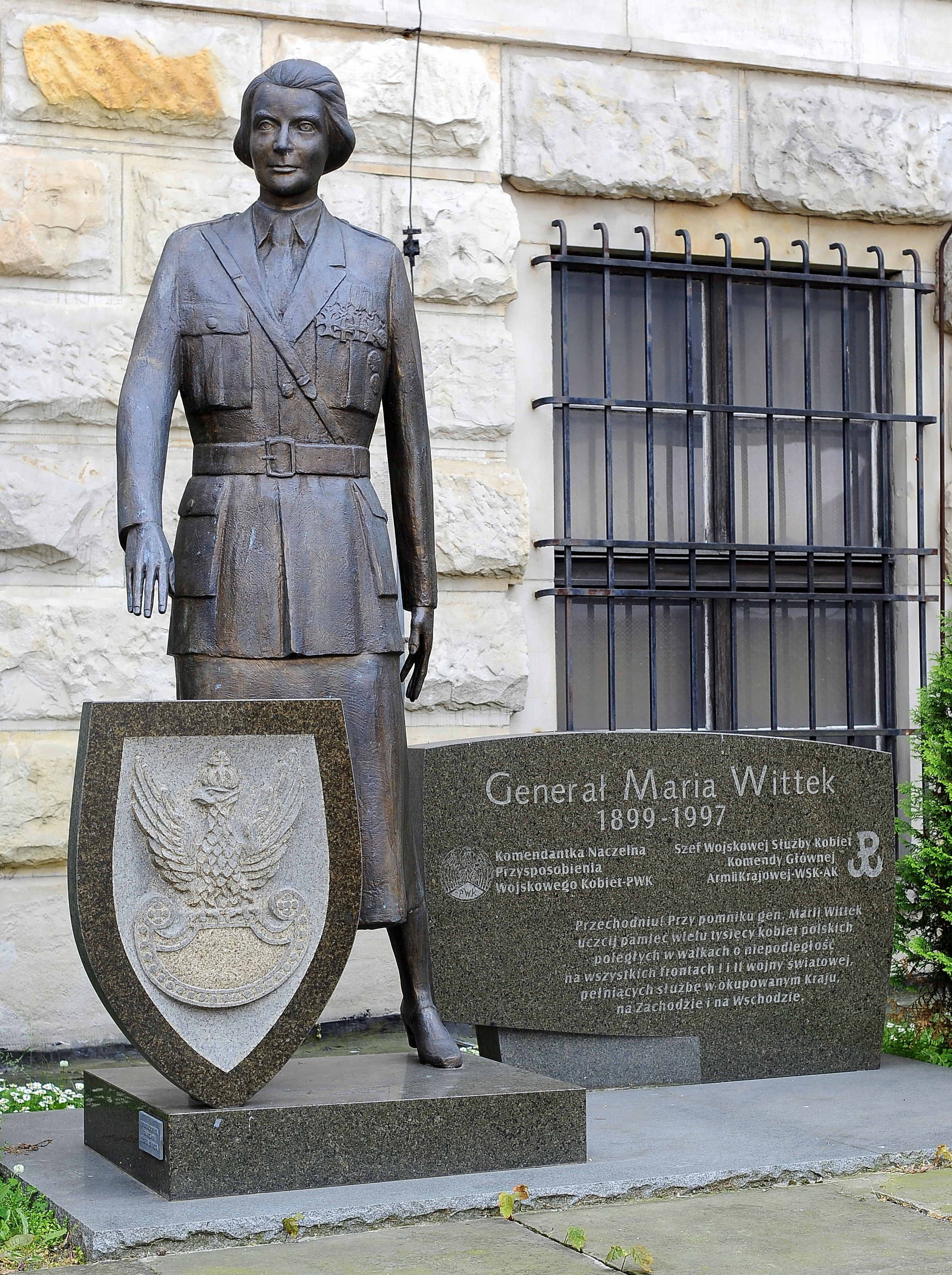
Пам'ятник Марії Віттек у Музеї польської армії у Варшаві

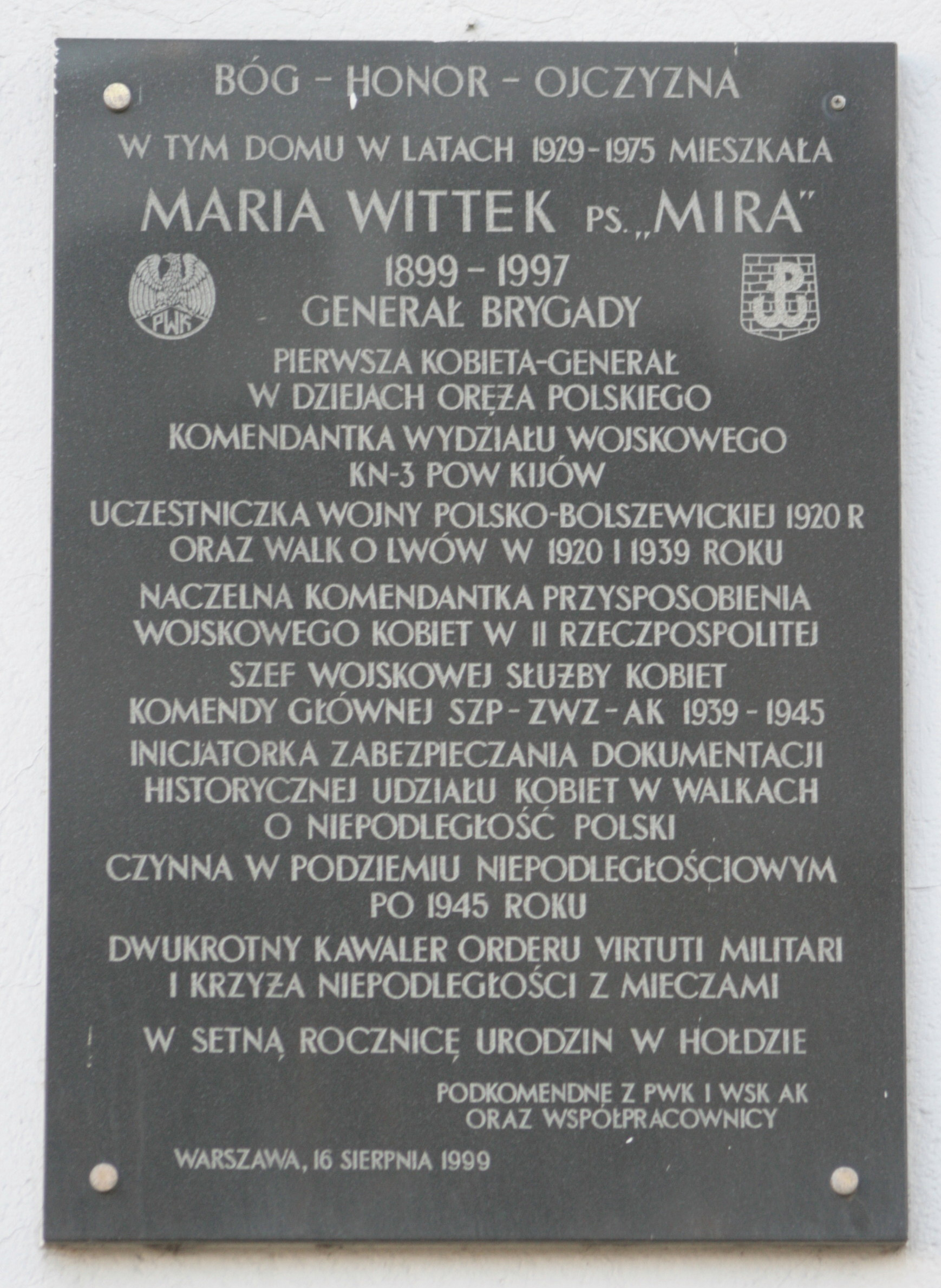
Меморіальна дошка Марії Віттек на будинку за адресою: 3 травня, 2 у Варшаві, де вона мешкала у 1929—1975 роках

Марія Станіслава Ві́ттек (пол. Maria Stanisława Wittek; 1899–1997) — польська військовичка, бригадний генерал Війська Польського, перша жінка в Польщі, яка отримала генеральське звання (1991). Леді ордена Virtuti Militari.

## Біографія

### Ранні роки
Народилася 16 серпня 1899 року в селі Трембки поблизу Гостиніна (Гостинінський повіт) в Мазовії. Батько — Станіслав Віттек, член Польської соціалістичної партії, під загрозою арешту — під час Першої світової війни переїхав з родиною в Україну. Жили у Києві.
У 1917 році вступила до Польської військової організації, закінчила школу підофіцерів. Тоді ж вступила на математичний факультет Київського університету, ставши першою жінкою на цьому факультеті. З грудня 1919 року служила в польській армії. У 1920 році брала участь у боях за Львів у лавах Добровольчого жіночого легіону. Тоді вперше була нагороджена Срібним хрестом Військового ордена Virtuti Militari.
У 1921 році очолила навчальний відділ Соціального комітету з підготовки жінок до національної оборони. 31 серпня 1924 року Віттек була звільнена від діючої військової служби. У 1928—1934 роках командувала військовою підготовкою жінок, з 1935 р. — завідувачка кафедри фізичного виховання та військової підготовки жінок Державного управління фізичного виховання та військової підготовки.

### Друга світова війна
Під час оборонної війни Польщі в 1939 році Марія Віттек була головнокомандувачкою жіночих батальйонів допоміжної військової служби. З жовтня 1939-го по січень 1945 року очолювала Жіночу військову службу (WSK) в Генеральному штабі Союзу збройної боротьби — Армії Крайової. Брала участь у Варшавському повстанні, де досягла полковницького звання. Далі була командиркою WSK у Ченстохові до розпуску Армії Крайової.

### Повоєнний період
Після війни Марія Віттек знову очолила секцію військової підготовки жінок у Державному управлінні фізичного виховання та військової підготовки, з 1948 року була начальницею відділу жінок Генерального штабу організації «Служба Польщі».
У 1949 році через неправдиві звинувачення Віттек ув'язнили на кілька місяців. Після звільнення вона працювала у торгівлі. Віттек ініціювала створення комісії з історії жінок при Товаристві ентузіастів історії у Варшаві. У серпні 1984 року вона вступила до Громадського комітету святкування 40-ї річниці Варшавського повстання.
2 травня 1991 року Марія Віттек стала першою в історії польської армії жінкою, якій надано звання бригадного генерала.
Померла 17 квітня 1997 року. Похована на військовому кладовищі Повонзки у Варшаві.

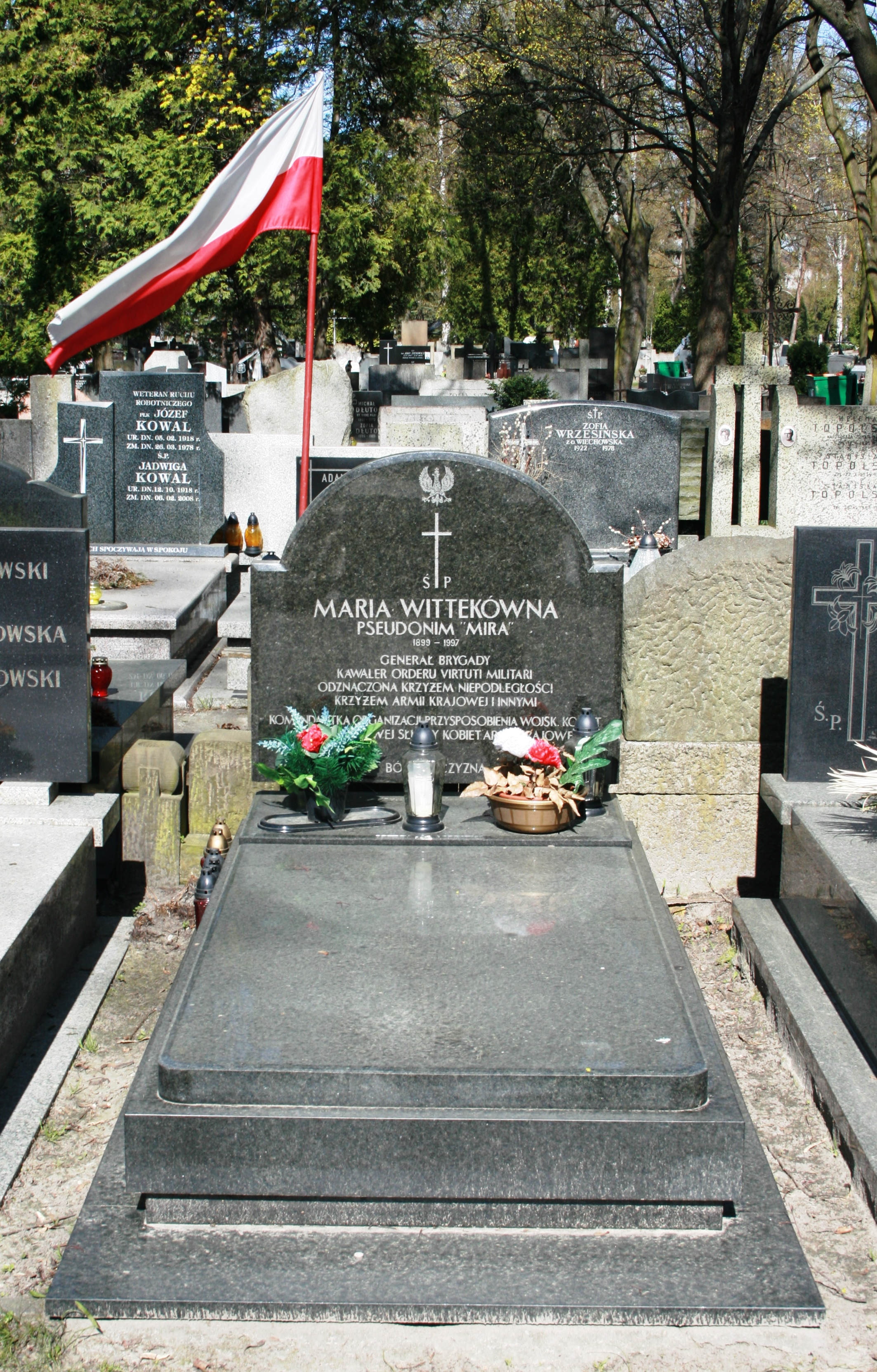
Могила Марії Віттек на Військовому кладовищі Повонзки у Варшаві

## Нагороди
- Срібний хрест ордену Virtuti Militari (двічі: 1922 і 1945)[5]
- Хрест Незалежності з мечами (7 липня 1931)[6]
- Хрест доблесті (1922) [5]
- Золотий хрест за заслуги (двічі: 1931[7], та 1937[8])
- Срібний хрест за заслуги (1948) [5]
- Армійський хрест [5]
- Хрест Варшавського повстання
- Хрест за участь у війні 1918—1921 (1990)[9]

## Вшанування
19 квітня 2007 року до 10-ї річниці її смерті, в Музеї польської армії у Варшаві був відкритий пам'ятник (скульптор Ян Богдан Хмелевський).